# Martina Suchá
Martina Suchá (Nové Zámky, 20 de novembro de 1980) é uma ex-tenista profissional eslovaca. Em 22 de abril de 2002, Suchá alcançou seu melhor ranking na WTA em individuais, sendo a 37ª da classificação. Entre suas maiores conquistas, destaca como vencedora da competição Fed Cup em 2002 representando a Eslováquia.